# Polska literatura emigracyjna po 1939 roku
Polska literatura emigracyjna po 1939 roku – twórczość autorów, którzy z powodu II wojny światowej i zmian sytuacji geopolitycznej po wojnie znaleźli się poza granicami Polski (jak Kazimierz Wierzyński lub Józef Mackiewicz). Po zakończeniu wojny, ze względu na zmiany polityczno-terytorialne Polski, pozostali w nowych krajach osiedlenia i tam kontynuowali swoją pracę twórczą.
Początkowo byli to pisarze już uznani w RP sprzed 1939 r., potem dołączyły do nich grupy nowych pisarzy. Charakter tego uchodźstwa, które w pierwszych latach emigracji uważało nową sytuację za chwilową i oczekiwało rychłego powrotu do wyzwolonej z sowieckiej dominacji Polski, powodował świadome odrzucenie asymilacji w nowych krajach i takie wychowywanie swoich dzieci. Stąd wielu młodych ludzi, którzy opuścili kraj jako dzieci lub nawet urodzili się w czasie wojny, dorastając i wybierając pisarstwo jako swe powołanie – wybierali język polski jako narzędzie twórczości (Bogdan Czaykowski i Andrzej Busza). Z czasem dołączyli do nich emigranci polityczni i ekonomiczni z PRL, a wśród nich również pisarze, poeci, dramaturdzy, eseiści, publicyści i wydawcy (Czesław Miłosz). Nieliczni tylko wrócili do PRL (Melchior Wańkowicz), ale i oni pozostawili po sobie emigracyjny dorobek twórczy.

## Instytucje literacko-kulturalne
Istniały również instytucje i wydawnictwa emigracyjne poświęcone literaturze i kulturze polskiej.
W 1945 założono w Londynie Związek Pisarzy Polskich na Obczyźnie, który był kontynuatorem przedwojennego związku pisarzy w Polsce. Jego pierwszym przewodniczącym został Stanisław Stroński. W Rzymie w 1946 Jerzy Giedroyc wraz ze współpracownikami założył Instytut Literacki, przeniesiony później do Francji. Instytut był wydawnictwem Kultury paryskiej i później Zeszytów Historycznych – wydawnictw, które odegrały nieocenionę rolę w kontynuacji niezależnej polskiej myśli literacko-artystycznej i politycznej. W Londynie Mieczysław Grydzewski wznowił wydawanie Wiadomości.
| Wydawnictwo                          | Okres działalności | Lokalizacja                 |
| ------------------------------------ | ------------------ | --------------------------- |
| Gryf Publication Ltd.                | 1946 – 1976        | Londyn                      |
| Katolicki Ośr. Wyd. „Veritas”        | 1947 – ?           | Londyn                      |
| Oficyna Poetów i Malarzy             | 1966-1980          | Londyn                      |
| Instytut Literacki                   | 1946               | 1946, Rzym; od 1947 – Paryż |
| Polska Fundacja Kulturalna           | 1963               | Londyn                      |
| Polonia Book Fund Ltd.               | 1959 – 1991        | Londyn                      |
| Kontra                               | 1970 –             | Londyn                      |
| Księgarnia Polska w Paryżu           | 1944               | Paryż                       |
| Libella                              | 1946 – 1993        | Paryż                       |
| Editions du Dialoque                 | 1965/66            | Paryż                       |
| Polski Fundusz Wydawniczy w Kanadzie | 1978               | Toronto                     |
| Roy Publishers                       | 1943               | Nowy Jork                   |

Z biegiem lat pokolenie twórców przedwojennych zanikło prawie zupełnie, ale okres trwania PRL doprowadził do kolejnych fal zasilających emigrację polską. Ostatnią masową falą dysydencką była emigracja solidarnościowa w latach 1980–1989. Po odzyskaniu przez Polskę suwerenności w 1989, duża część tych osób nie wróciła na stałe do kraju, kontynuując swą działalność pisarską na obczyźnie. Ze względu na fakt, że i ci starsi i młodsi byli jednak częścią emigracji protestu i fragmentem nurtu dysydenckiego, nie można do tej kategorii zaliczać twórców, którzy osiedlili się poza Polską po roku 1989.